# 東海道周辺まちなみ整備協議会
旧東海道周辺まちなみ整備協議会（きゅうとうかいどうしゅうへんまちなみせいびきょうぎかい）は東京都品川区にある旧東海道品川宿場を活性化させる目的で結成された協議会。

## 概要
旧東海道品川宿場周辺の発展と活性化および後世への町と町の文化の継承を目的として、周辺の商店街（北品川本通り商店会、北品川商店街協同組合、京急新馬場商店街振興組合、品川宿場通り南会、南馬場商店会、青物横丁商店街振興組合、鮫洲商店街振興組合、立会川駅前通り繁栄会）と町会の有志が集い1988年に結成。

## 主な活動
東京都と品川区から地域連携型モデル商店街事業の助成認定を受け、旧東海道の石畳や街路灯の整備をはじめ、軒先に暖簾をかけるなど、宿場町の景観を再現することで歴史的景観の復興と街の活性化を目指している。2010年に電線の地中化も完成予定。
また、街づくりの目標を「神輿だこを伝える」ことに置き、文化継承に力を入れている。品川には江戸時代より続く祭りが幾つもあるが、特に神輿の担ぎ方に特徴があり、浅草に代表される江戸前の担ぎとは全く異なる伝統を持つ。品川では数トンもある巨大な神輿を300人もの担ぎ手が動かすが、その際肩では無く首の後ろに担ぎ棒を掛ける。前を向いて担ぐものもいれば、後ろを向いて担ぐものもいるため、神輿の方向はもちろん定まらない。太鼓と笛のお囃子に合わせて各自が好き好きに動いて良いため、まるで担ぎ手同士が闘っているような猛々しい様相を呈する。

## 歴代会長
- 一代目　佐藤 武夫
- 二代目　堀江 新三